# Agrostis tenerrima
Agrostis tenerrima es una especie herbácea de la familia de las poáceas. 

## Descripción
Son plantas anuales. Tiene tallos de 5-40 cm de altura, erectos, con aguijones retrorsos por debajo de los nudos. Hojas con lígula de 1-2 mm, oblonga, truncada, y limbo de 1-6 cm x 0,5-2 mm, generalmente plano. Panícula de 3-15 cm, laxa y difusa, con ramas y pedúnculos capilares, patentes y casi lisos. Pedúnculos de 2 a 6 veces más largos que espiguillas, claramente engrosados en el ápice. Espiguillas de 0,6-0,9 mm. Glumas subiguales, obtusas o subagudas; quilla con algunos aguijones. Lema de 0,5-0,6 mm, ligeramente más corta que las glumas, con 3-5 nervios poco marcados, truncado-dentada, mútica y glabra. Pálea de 0,1 mm. Anteras de 0,2-0,3 mm. Cariopsis de 0,4-0,6 x 0,2-0,3 mm. 2n = 14. Florece en mayo.

## Distribución y hábitat
Se encuentra en los pastizales sobre suelos arenosos. Frecuente.  Se distribuye por el SW de Europa, Norte de África. En la península ibérica aparece en Aracena, Andévalo, Campiña de Huelva, Litoral, Grazalema. Algeciras.

## Taxonomía
Agrostis tenerrima fue descrita por Carl Bernhard von Trinius y publicado en De Graminibus Unifloris et Sesquifloris 205. 1824.
Citología
Número de cromosomas de Agrostis tenerrima (Fam. Gramineae) y táxones infraespecíficos
2n=14
Etimología
Ver: Agrostis
tenerrima: epíteto latino que significa "suave, delicado".
Sinonimia
- Agrostis elegans Thore ex Loisel.
- Agrostis litigans Steud.
- Agrostis pulchella Loisel. ex Trin.
- Agrostis pulchella (J.Presl) Guss.
- Neoschischkinia elegans (Thore) Tzvelev
- Trichodium elegans Thore
- Vilfa pulchella C.Presl[5][6]

## Nombre común
- Castellano: escobetas, escobillas de granilla, escobillas de granillo, escobillas de henillo, escobillos de henillo, granilla, granillo, henillo, hierba fina, jenillo, vallico.[7]